# Katastrofa samolotu TS-8 Bies w Dziwiszowie (1968)
Katastrofa polskiego samolotu szkolno-treningowego TS-8 Bies – katastrofa lotnicza, do której doszło w miejscowości Dziwiszów koło Jeleniej Góry 17 maja 1968 roku o godzinie 10:52.

## Okoliczności katastrofy
Do zdarzenia doszło podczas lotu po trasie na inne lotnisko z Wrocławia do Ławic. Pilotami samolotu podczas feralnego lotu byli podpułkownik Marian Chrzan, siedzący w pierwszej kabinie oraz major Ireneusz Ryndak, siedzący w kabinie drugiej. Podczas 19 minuty lotu, w odległości około 10–15 kilometrów przed PKZ Jelenia Góra, samolot natrafił na obszar znacznego pogorszenia  pogody, która uniemożliwiła pilotom lot z widzialnością ziemi. W związku z tym piloci wykonali zakręt w chmurach w kierunku lotniska Ławica, z jednoczesnym zwiększeniem wysokości.
Po wykonaniu zakrętu maszyna zahaczyła przednią częścią o wierzchołki drzew wskutek czego uszkodzeniu uległa piasta śmigła. Następnie doszło do kolejnego przepadnięcia samolotu, który zderzył się z lasem w rejonie miejscowości Dziwiszów.
W wyniku katastrofy podpułkownik Marian Chrzan doznał ogólnych obrażeń ciała, a major Ireneusz Ryndak wypadł z kabiny samolotu i zmarł w wyniku obrażeń głowy po uderzeniu przez oderwany od postawy blok radiostacji R-800.

## Uczestnicy zdarzenia

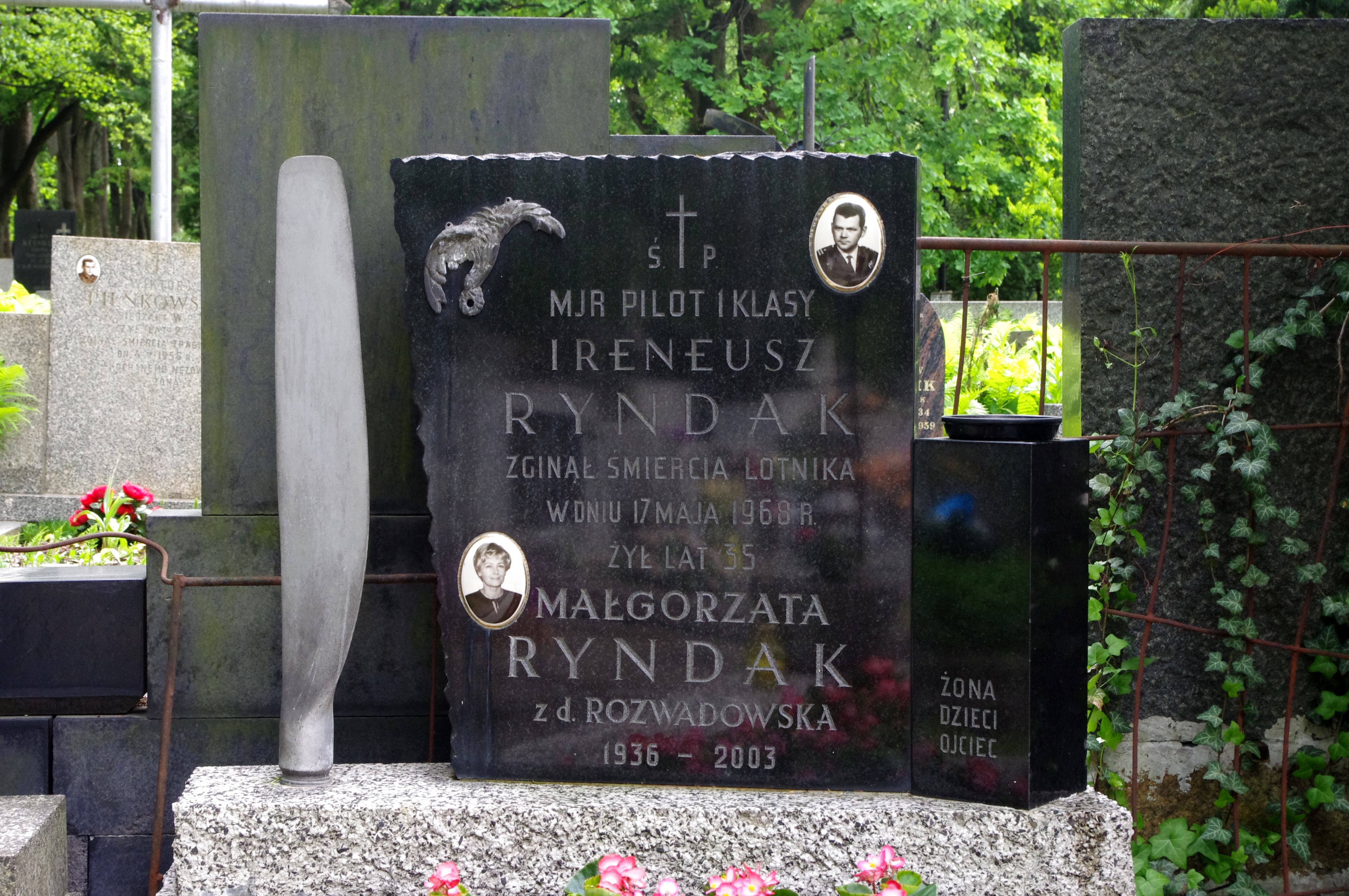
Grób majora pilota Ireneusza Ryndaka na Cmentarzu Wojskowym na Powązkach w Warszawie, w dniu 44 rocznicy katastrofy

- Marian Chrzan – wówczas podpułkownik pilot. Od 2 lipca 1954 roku do 9 listopada 1954 roku w stopniu kapitana Marian Chrzan czasowo pełnił obowiązki dowódcy 9 Pułku Lotnictwa Myśliwskiego. W późniejszym okresie, już w stopniu pułkownika dyplomowanego, piastował w latach 1976–1989 stanowisko inspektora Ministerstwa Obrony Narodowej ds. Bezpieczeństwa Lotów. W czasie jego urzędowania ukazały się między innymi publikacje z zakresu badania przyczyn wypadków lotniczych, aktualizowane były dokumenty normatywne, a także przeprowadzane były coroczne opracowywania dla szefa Sztabu Generalnego WP analizujące aktualny stan bezpieczeństwa lotów lotnictwa Sił Zbrojnych, w których przedstawiony był rzeczywisty stan bezpieczeństwa lotów. Po katastrofie lotniczej samolotu pasażerskiego Ił-62M SP-LBG Tadeusz Kościuszko Polskich Linii Lotniczych LOT, która wydarzyła się 9 maja 1987 roku, wszedł w skład Specjalnej Komisji na szczeblu rządowym powołanej przez Prezesa Rady Ministrów Zbigniewa Messnera. W 1988 roku pułkownik Marian Chrzan zwrócił się do szefa Sztabu Generalnego WP o zgodę na zakończenie służby. Dnia 14 kwietnia 1989 roku został zwolniony z zawodowej służby wojskowej i przeszedł w stan spoczynku[1][2].
- Ireneusz Ryndak (ur. 27 lipca 1932 roku w Warszawie) – major pilot I klasy. Syn Stanisława Ryndaka. Absolwent Oficerskiej Szkoły Lotniczej nr 5 w Radomiu z 30 października 1954 roku i Kursu Doskonalenia Oficerów CSL z 1966 roku. Był pomocnikiem (zastępcą) szefa Oddziału Studiów i Programów ds. Programów Zjednoczonej Szkoły Lotniczej Dowództwa Wojsk Lotniczych. Oficer Sztabu Dowództwa Wojsk Lotniczych. Czynnie uczestniczył w organizacji procesu szkolenia lotniczego. Zasłużony na polu szkolenia kolejnych kadr instruktorów lotniczych na nowym sprzęcie oraz uczestnicząc w pracach eksperymentalnych i próbach w powietrzu. Uczestnik przelotów słynnej „tafli” nad polami Grunwaldu i nad Warszawą. Odznaczony srebrnym Medalem Siły Zbrojne w Służbie Ojczyzny i brązowym Medalem „Za zasługi dla obronności kraju”. Wylatał około 2 tysięcy godzin. Pochowany na Cmentarzu Wojskowym na Powązkach w Warszawie, w kwaterze C, rząd 14, grób 3-7.